# Чорнивідка
Чорнивідка (Чорноводка) — річка в межах Ярмолинецького, Городоцького районів Хмельницької області України. Права притока р. Смотрич (басейн Чорного моря).

## Назва
Чому саме така назва «Чорнивідка»? Село Чорниводи оточене болотами, в околиці багато джерел. А річка бере початок з чорноземної ґрунтової води. Води з цієї причини чорні, каламутні. Звідси і назва — Чорнивідка, а поселення Чорниводи.

## Опис
У зниженнях рельєфу Подільської височини, біля села Ясенівка Ярмолинецького району на висоті 324,6 м над рівнем моря, не з одного, а з кількох джерелець починає витік Чорнивідка.
Починається на південному сході Городоцького району, тече на північний захід, біля села Папірня повертає на південь. Має багато маленьких приток як по лівий, так і по правий берег річки.
Річка належить до Азово-Чорноморського басейну. Між селами Мала Левада та Велика Левада впадає в річку Смотрич на висоті 302 м над рівнем моря, а Смотрич тече до Дністровського водосховища.
Протяжність Чорнивідки приблизно 20 км, площа басейну 95 км², кількість приток 17, падіння річки 1,07 м\км, похил річки 0,5 ‰ (0,5м/км). Ширина річки 4—6 м. По всій течії річки береги низькі, місцями заболочені.
Саме русло річки не широке. Але по всій течії створені штучні водойми-ставки, у зв'язку з господарською діяльністю людини, побудовано чимало млинів. У зв'язку з водопостачанням, яке зростає, стала проблема ефективного водопостачання прісних вод та їх охорона. Вирішення цієї проблеми сприяє знання таких показників, як похил та падіння річки.

## Характеристика ґрунтового покриву басейну річки
Басейн річки Чорнивідки являє різноманітну картину: обабіч берегів тягнуться вапнякові скелясті відслонення, лісосмуги, трав'яниста рослинність долин.
В межах витоку річки Чорнивідки поширені темно-сірі опідзолені та чорноземні опідзолені ґрунти, а в долині річки поширені сірі-лісові ґрунти. Рухаючись за течією від витоку, по лівому березі річки трапляються вапнякові та крейдяні відслонення, скам'янілі рештки морських черепашок, що свідчить про те, що колись тут існувало море в пізній докембрійський період(700—400 млн років тому). Також існують антропогені форми рельєфу — кар'єри. Річка упродовж мільйонів років свого формування виробила своє русло з великою кількістю меандрів. Внаслідок випадання багаторічних опадів на площі водозбору Чорнивідки утворилася велика кількість ярів та балок.
Більша частина басейну розорана понад 70 %, ліси займають 10 % басейну, болота — низинні очеретові та осокові 20 %. Заплавні луки частково розорані, окультурені або знаходяться під випасами, що призводить до їх деградації, а також змиву при паводках в річкове русло значних домішок — органічних, бактеріальних і твердого стоку.

## Кліматичні умови
Клімат басейну річки Чорнивідки помірно-континентальний. Живлення Чорнивідки переважно мішане: дощове, снігове та підземними водами (сім невеликих приток та велика кількість малих струмків забезпечують річку водою). Льодостав триває з грудня по березень. Якщо взимку випадає багато снігу, в березні режим річки порушується, настає повінь.
У річному ході рівня виділяються високе весняне повноводдя, низька літня межа, що порушується короткочасними дощовими паводками, осінні й зимові підйоми води. Підйом рівня навесні найчастіше починається в березні, відбувається інтенсивно (до 0,15 м/добу) . Як правило, повноводдя проходить одним піком. Спад відбувається повільно, протягом одного місяця, і звичайно наприкінці червня встановлюється межень.
Дощі, що випадають щорічно (середня кількість опадів 600—650 мм) викликають паводки висотою в середньому 0,4 м, які рідко сягають рівня весняного повноводдя. На території басейну річки Чорнивідки переважає кількість хмарних днів, особливо в холодну пору року, коли небо в тій чи іншій мірі вкрите хмарами протягом 65—75 % тривалості світлової частини доби. Навесні і особливо влітку, цей показник відчутно зменшується, не перевищуючи 35-50 %.

## Рослинний і тваринний світ басейну
Рослинність території, по якій протікає річка Чорнивідка, досить різноманітна. Правий і лівий берег річки вкриті лісовими масивами, де сосни чергуються з невеликими масивами ялини європейської та бука лісового. До них домішуються липа звичайна, ясен, береза бородавчаста, менше — осика, черешня, на околицях зрідка трапляються груша звичайна, яблуня лісова, глід. Подекуди трапляються густі зарості шипшини собачої, бузини чорної та аличі. Зрідка трапляються поодинокі кущі ліщини, частіше — калини, кизилу. Неподалік здіймаються оригінальних форм кам'яні скелі, вкриті мохами, лишайниками і багаторічним різнотрав'ям.
На берегах річки трапляються верба козяча, ліщина, береза та вільха чорна. Навесні цвітуть мати-й-мачуха, зірочки жовті.
Поки дерева не вкрилися листям, а на луках не піднялися густі трави, розквітають первоцвіти. В першій половині квітня з'являються синьо-фіолетові квіти фіалки запашної, великі білі квіти анемони дібровної, золоті кошики кульбаби. На початку травня схили вкриваються розсипами первоцвіту весняного, а в середині місяця — килимом стокроток, барвінку малого, білого цвіту суниць. Пізніше, у другій половині весни починають цвісти трави у тіні дерев і в густому, високому травостої. Коли на деревах починають розвиватися перші листки, у чагарниках зацвітає анемона жовтецева. На невеликих деревцях черемхи звичайної розкриваються циліндричні китиці білих квіточок і поширюють навкруги своєрідний терпкий аромат.
Наприкінці травня розцвітає люцерна серпувата, еспарцет піщаний та шавлія лучна.
Наприкінці червня — на початку липня у верхній частині скель панує «сивоцвіт» вероніки сивої та полину, внизу — на пологих схилах — синій цвіт чебрецю, а поміж білих плям королиці, грициків та деревію — жовтий килим чистотілу.
Серед літа в лісках ховаються під листям червонобокі суниці, аж виблискують до сонця чорно-сині китиці бузини, а поблизу струмків рясніє ожина. Наприкінці літа червоніють плоди горобини, калини, кизилу, глоду та шипшини.
Лівий берег річки густо встелені споришем, чередою, кропивою, велетенськими лопухами та високим запашними багаторічними травами.
В центрі села купають свої коси у водах ставка плакучі верби, рядами вишикувалися стрункі тополі.
На луках домінантним видами виступають злаки та бобові: костриця лучна, мітлиця тонка, пахуча трава звичайна, тонконіг лучний, осока просяна, пирій повзучий, конюшина лучна та чина лучна. У різних асоціаціях домішується різнотрав'я, представлене переважно шавлією лучною, деревієм звичайним, жовтцем повзучим, королицею звичайною та іншими видами. Днища балок та пониження займають перезволожені та заболочені луки, де ростуть тонконіг болотний, мітлиця повзуча, хвощ польовий, верболіззя звичайне, калюжниця болотна, незабудка болотна, татарник. Болотисті заплави ставків заросли татарським зіллям, очеретом звичайним, рогозою та осокою просяною. На мілководді — суцільний покрив з ряски.
На берегах річки водяться багато різних представників фауни. Навесні, скрізь чути співи солов'я, кування зозулі, перестук дятла В лісках пурхають мухоловки, синиці, сойки, стрекочуть сороки та перекликаються дикі голуби. З хижих птахів рідко зустрічаються пугачі, луні, яструби та соколи. На полях, через які протікає річка, гордовито походжають лелеки, польові одуди, граки, виспівують мелодійні трелі жайворонки. В населених пунктах поширені горобці, шпаки, сільські ластівки. У місцевих водоймах водиться немало мисливської дичини: водяні курочки, крижні, чирки, вальдшнепи, погоничі, лиски. Там нерідко шукають собі харч чаплі, гучно ревуть бугаї, перелітають з берега на берег набережники, пурхають очеретянки ставкові, іноді сюди можуть завітати білі лебеді.
Із земноводних досить поширена трав'яна, ставкова та озерна жаби, зелена та сіра ропухи, рідше — тритон звичайний, жаба гостроморда та квакша.
З плазунів трапляються ящірки: зелена, прудка, майже зовсім зникли змії, за виключенням вужа звичайного. Ще рідше можна натрапити на болотну черепаху (якось дітям нашої школи поталанило її зустріти в Скалах)
На узліссях, освітлених схилах скель, поблизу орних земель, мешкають хом'як звичайний, ховрах рябий, миша мала та польова та полівка звичайна. В лісових урочищах водяться кроти, їжаки, зайці, у невеликих ущелинах можна натрапити на тхора, в хащах — на нори ласок і лисиць та дупла білок і куниць. В ставках водяться ондатри, щурі річкові (полівки водяні), видри. На мілководді ставка біля с. Мудриголови та в с. Чорниводи височать конусоподібні хатки чепуруль-ондатр.
По течії добре розвинене ставкове господарство. Найбільш практичне значення мають види родини коропових, а серед них різні раси коропа та карася. В усіх ставках водяться карасі, коропи, окуні, верховодки, плотва, пічкурі. Гарно акліматизувалися в наших водоймах товсто лоб та білий амур, поширені щуки та трапляються в'юни. По всій течії річки та в усіх ставках дозволено спортивне рибальство з вудочками, за виключенням центрального ставка, де нещодавно був запущений мальок коропа та іншої риби.
По берегах Чорнивідки мешкають види рослин і тварин, що підлягають особливій охороні. Наприклад, видра річкова занесена до Червоної книги України, а в'юн, ящірка зелена, черепаха болотна, бугай та хом'як звичайний є рідкісними, чисельність яких у регіоні зменшується. На ласку та ондатру на території нашої області повинні бути встановлені ліміти на полювання. Потребують охорони на регіональному у Хмельницькій області первоцвіт весняний та цикута отруйна.